# Herminia zelleralis
Herminia zelleralis là một loài bướm đêm trong họ Noctuidae.